# محاكم الاستئناف في الولايات المتحدة

خريطة الحدود الجغرافية لمختلف محاكم الاستئناف الأمريكية (مرقمة وملونة) ومحاكم المقاطعات الأمريكية (محددة بواسطة حدود الولايات أو خطوط المقاطعة)

المحاكم الاستئنافية الأمريكية هي المحاكم الاستئنافية المتوسطة في النظام القضائي الفيدرالي الأمريكي. تنظر هذه المحاكم في استئناف القضايا من محكمة المقاطعة الأمريكية وبعض الوكالات الإدارية الأمريكية، ويمكن استئناف قراراتها إلى المحكمة العليا للولايات المتحدة. تنقسم المحاكم الاستئنافية إلى 13 "دائرة". تغطي إحدى عشر دائرة من الدوائر الأرقام "الأولى" حتى "الحادية عشر" وتغطي مناطق جغرافية من الولايات المتحدة وتستمع للاستئنافات من محاكم المقاطعة الأمريكية داخل حدودها. تغطي دائرة كولومبيا فقط واشنطن العاصمة. تستمع محكمة الدائرة الفيدرالية للاستئنافات من المحاكم الفيدرالية في جميع أنحاء الولايات المتحدة في القضايا التي تشمل مجالات معينة من القانون.
تعتبر المحاكم الاستئنافية الأمريكية من أقوى وأهم المحاكم في الولايات المتحدة بعد المحكمة العليا. نظرًا لقدرتها على وضع سوابق قانونية في مناطق تغطي ملايين الأمريكيين، فإن للمحاكم الاستئنافية تأثير قوي على السياسة القانونية في الولايات المتحدة. علاوة على ذلك، نظرًا لأن المحكمة العليا تختار مراجعة أقل من 3% من 7000 إلى 8000 قضية تُرفع إليها سنويًا، فإن المحاكم الاستئنافية الأمريكية تعمل كالحكم النهائي في معظم القضايا الفيدرالية.
يوجد 179 منصب قضائي في المحاكم الاستئنافية الأمريكية مفوضون من قبل الكونغرس بموجب العنوان 28 من كود الولايات المتحدة المادة 43 وفقًا للمادة الثالثة من دستور الولايات المتحدة. مثل القضاة الفيدراليين الآخرين، يرشحون بواسطة رئيس الولايات المتحدة ويصادق عليهم مجلس الشيوخ الأمريكي. يتمتع هؤلاء القضاة بمدة خدمة مدى الحياة، ويتقاضون (اعتبارًا من عام 2023) راتبًا سنويًا قدره 246600 دولار. يتغير العدد الفعلي للقضاة في الخدمة، سواء بسبب الشواغر أو لأن القضاة الكبار الذين يواصلون سماع القضايا لا يُحتسبون ضد عدد المناصب المصرح بها.
نشرت قرارات المحاكم الاستئنافية الأمريكية بواسطة الشركة الخاصة ويست للنشر في سلسلة المراسل الفيدرالي منذ تأسيس المحاكم. تشمل فقط القرارات التي تحددها المحاكم للنشر. تُنشر الآراء "غير المنشورة" (لجميع الدوائر باستثناء الدائرة الخامسة والدائرة الحادية عشر) بشكل منفصل في الملحق الفيدرالي الخاص بويست، وهي متاحة أيضًا في قواعد البيانات على الإنترنت مثل ليكسيس نيكسيس أو ويستلو. مؤخرًا، أصبحت قرارات المحكمة متاحة أيضًا إلكترونيًا على المواقع الرسمية للمحكمة. ومع ذلك، هناك أيضًا بعض قرارات المحكمة الفيدرالية التي صنفت لأسباب تتعلق بالأمن القومي.
الدائرة التي تحتوي على أقل عدد من القضاة الاستئنافيين هي الدائرة الأولى، بينما الدائرة التي تحتوي على أكبر عدد من القضاة الاستئنافيين هي الدائرة التاسعة الكبيرة جغرافيًا وكثافة سكانية. يُحدد عدد القضاة الذين فوضهم الكونغرس الأمريكي لكل دائرة بموجب القانون في العنوان 28 من كود الولايات المتحدة المادة 44، بينما الأماكن التي يجب أن يجلس فيها هؤلاء القضاة بانتظام لسماع الاستئنافات محددة في العنوان 28 من كود الولايات المتحدة المادة 48.
على الرغم من أن المحاكم الاستئنافية تُسمى غالبًا "محاكم الدائرة"، إلا أنه لا ينبغي الخلط بينها وبين محكمة الدائرة في الولايات المتحدة السابقة، التي كانت نشطة من عام 1789 حتى عام 1911، خلال فترة كانت فيها وسائل النقل بعيدة المدى أقل توفرًا، والتي كانت أساسًا محاكم فدرالية أولية تتحرك دوريًا من مكان إلى آخر في "دوائر" لخدمة السكان المتناثرين في المدن الصغيرة والبلدات التي كانت موجودة آنذاك. أُنشئ نظام "المحاكم الاستئنافية" بموجب قانون القضاء لعام 1891.